# 東京大学文学部不正入試事件
東京大学文学部不正入試事件（とうきょうだいがくぶんがくぶふせいにゅうしじけん）は、1948年に発生した東京大学文学部の入学試験での不正事件。

## 概要

### 不正の内容
当時の東京大学文学部の入試の採点は事務職員がおこなっていた。この採点を行う事務職員が受験生の父母から金品を受け取る代わりに、受験生の答案を不正に加点するという行為をおこない、50点以上が加点されていた。この事件では3人の受験生の点数を不正に加点していた。そのうちの1人は本来は不合格であったものが合格とされていたため、合格取り消しとなる。残りの2人は不正な加点がなくとも合格となる点数であったために取り消しとはならなかったが、1人は自主退学した。
便宜を受けた受験生のうち1人はアルバイトで文学部長秘書を務めており、他の2人は事務職員の知人からの依頼によるものだった。

### 不正の発覚
この事件が発覚した経緯については複数の説がある。
村上直之は下記の経緯としている。
この事件は事務長以下、4人の事務職員が関与する共謀行為だった。関与したある職員が、同じく関与した別の職員に対する妬み（自身よりも勤続年数が少ないのに高給）から、学内の日本共産党員に不正入試がおこなわれているという情報を内部告発として提供し、この共産党員が学生自治会に働きかけて自治会が真相究明に乗り出したことで発覚した。
一方、岡本亮輔は次のように記載している。
1948年11月に、大学地下倉庫に保管されていた同年3月の入試答案280人分が盗難される事件が起き、容疑者として逮捕された事務職員が「対立する派閥が不正をおこなっている証拠をつかむために盗んだ」と供述したことで発覚した。
事務職員の内部告発と、答案窃盗との関連は不明である。
村上直之によると、不正事件が最初に報じられたのは1948年12月1日だった。
事務長ら4人は公文書変造兼詐欺などの容疑で東京地方検察庁に送検されたが、不起訴となった。